# Esbart Sarrià - Ballet Folklòric Sarrià
L'Esbart Sarrià fou fundar l'any 1954 per Manuel Cubeles i Solé. Però no va realitzar la seva primera actuació pública fins a la festa de Sant Josep de 1955. Quan el mestre Cubeles deixà l'Esbart després de 8 anys, el 1962 se’n van fer càrrec un dels seus millors deixebles, en Jordi Torres i Garcia secundat per la seva muller Carme Montoliu i Larrocha.
L'entitat, que treballa per difondre el folklore i la cultura catalana, va actualitzar el nom l'any 1976, quan va incorporar danses provinents de totes les terres de parla catalana i també d'originàries de països com ara Grècia, Mèxic, les Filipines, Israel o el Perú. A partir d'aleshores va passar a dir-se Esbart Sarrià - Ballet Folklòric Sarrià.
Posteriorment l'any 2007 es va fer càrrec de l'esbart en Lluís Fabregat i Escribà fins a l'octubre del 2015, any que es va celebrar el 60è aniversari. Actualment dirigit per Manel Carpi i Rosell, està format per un cos de dansa de més de 20 ballarins i un grup de tècnics i col·laboradors.
L'Esbart ha actuat en gran nombre de poblacions catalanes, i també a Andorra, Córdoba, Sevilla, Madrid, San Sebastià (Espanya), La Vall d'Aosta (Itàlia), Nantes, Rezé, Fontenay le Compte, Bolou-Batteraux, St. Nazaire (França), Eivissa i Ferreries (Menorca) entre d'altres.
El Ballet Folklòric Sarrià-Esbart Sarrià presenta un ampli programa de dansa popular per ballar en escenaris o espais oberts. Al llarg de la seva història ha anat recollint i elaborant un ric llegat de músiques, coreografies i vestuari que constitueixen el patrimoni artístic que ofereix en les seves actuacions. En alguns casos són muntatges de gran durada que constitueixen un espectacle únic i exclusiu del grup. És el cas de:
– La Patum de Berga (Retaule berguedà), estrenat amb motiu del 5è aniversari de l'Esbart
– El Penedès
– Carnaval Vuitcentista
– Suite Romàntica
– Danses del Llibre Vermell de Montserrat
– Les Danses de Vilanova
– Festa Aranesa
– Pirineu (Andorra), estrenat el 18 de març de 2000 en el 45è aniversari
Dins l'entitat hi ha l'Escola de Dansa del Ballet Folklòric Sarrià, una secció infantil per a nens de sis a dotze anys, on se'ls ensenyen els rudiments del folklore català i reben formació artística a càrrec d'Alfons Bermejo.
L'Esbart Sarrià - Ballet Folklòric Sarrià ofereix un bon repertori de danses populars, que té especialment preparades per a ballar sobre un escenari. Té la seu al Centre Parroquial Sant Vicenç de Sarrià, i l'esbart participa activament en la gestió de l'entitat per mitjà del consell de delegats.